# Тигильский
Тигильский — потухший вулкан на полуострове Камчатка, Россия.
Данный вулкан относится к Западному вулканическому району Срединного вулканического пояса. Он находится на правобережье верховья реки Тигиль, занимая водораздельный участок верховий рек Большой Тигиль и Воронья.
Занимает площадь 125 км², объем изверженного материала — 30 км³.
Абсолютная высота — 1495 м, относительная: западных склонов — 750 м, восточных — 500 м.
Деятельность вулкана относится к древне-среднечетвертичному периоду.